# Phase
Phase este o trupa rock din Anglia care a luat fiinta in orasul Larissa din Grecia.

## Istorie
A fost fondata de Thanos Grigoriou,care a cantat si a făcut inregistrari cu diferiti membri pana cand formatia a devenit completa prin adaugarea lui Demon Harharidis si a lui Vasilis Liapis.Au debutat cu piesa Perdition pentru Microsoft in playlist-ul"Sapte",in cadrul campaniei de co-promovare pentru lansarea Windows 7.Au urmat apoi doua albume intregi.

## Activitate muzicală

### Albume
- In Consequence (20 decembrie 2010)
- the Wait (19 aprilie 2014)

## Membri

### Membri actuali
- Thanos Grigoriou – voce, chitară  (2003-prezent)
- Damos Harharidis – chitară bas, chitară, claviaturi (2011-prezent)
- Vasilis Liapis - chitară, claviaturi (2008-prezent)

Membri care însoțesc trupa în turnee:
- Marco Volpe – baterie (2016-prezent)

### Foști membri
- Marios Papakostas – baterie, percuție (2011-2013)